# پاتریا ۱۳۴۷
سیارک ۱۳۴۷ (به انگلیسی: 1347 Patria، نامگذاری:1931VW) هزار و سیصد و چهل و هفتمین سیارک کشف شده‌است که در ۶ نوامبر ۱۹۳۱ و در رصدخانه سایمیز کشف شد.
قدر مطلق سیارک برابر ۱۱٫۶۰ است.